# Meganeura
Meganeura je rod obřího prehistorického hmyzu, jehož zástupci žili v období prvohorního karbonu (asi před 300 miliony let). formálně byl tento obří hmyz popsán roku 1885 francouzským paleontologem Charlesem Brogniartem.

## Popis
Byli to vývojoví příbuzní dnešních vážek s velmi členitým tělem a s rozpětím křídel asi 65 až 75 centimetrů a odhadovanou hmotností až 450 gramů. Jedná se tedy o největší známé druhy létajícího hmyzu v historii života na Zemi (nikoliv ale členovců, těmi byly rody Jaekelopterus a Arthropleura s délkou až 2,6 metru). Gigantický růst zřejmě umožnilo složení atmosféry (především výrazně vyšší obsah kyslíku) v mladších prvohorách. Zástupci rodu Meganeura také patří do skupiny těch živočichů, kteří se poprvé vznesli do vzduchu. Byli to draví živočichové, lovící jiné bezobratlé a snad i menší obojživelníky.

## Rozšíření
Zkameněliny meganeur byly nalezeny v Anglii a Francii. Rozšíření tohoto obřího hmyzu však pravděpodobně zahrnovalo celé území současné západní Evropy.